# Black Rain (gruppo musicale)
I BlackRain sono una band sleaze metal francese attiva dal 2003.

## Discografia

### Album in studio
- 2006 - Black Rain
- 2008 - License to Thrill
- 2010 - Lethal Dose Of...
- 2013 - It Begins
- 2016 - Released
- 2019 - Dying Breed
- 2022 - Untamed

### Demo
- 2003 - Twilight, Rain and Darkness

### EP
- 2008 - Innocent Rosie

## Formazione

### Formazione attuale
- Swan Hellion - voce, chitarra
- Max Tew - chitarra
- Matt - chitarra, basso, tastiere
- Frank F. - batteria

### Ex componenti
- Heinrich - basso